# Dragan Nikolić (scenarist in igralec)
Dragan Nikolić, srbski filmski igralec in scenarist, * 14. oktober 1959, Beograd. 
Je brat črnogorsko-srbskega režiserja Živka Nikolića (1941-2001).

## Scenariji
Napisal je naslednje televizijske drame:
- U ime naroda (V imenu ljudstva), 1987
- Ukleti brod (Ladja duhov), 1990
- Iskušavanje đavola (Preskušanje vraga), 1991

## Filmografija
Dragan Nikolić je nastopil v naslednjih filmih: 
- Lepše od snova (Lepše od sanj), 1976 (TV film)
- Berlinski kaput (Berlinski plašč), 1981
- Svetozar Marković, 1981 (TV nadaljevanka)
- Nedeljni ručak (Nedeljsko kosilo), 1982
- Majka Vukosava piše govor (Mati Vukosava piše govor), 1983 (TV film)
- Pazi šta radiš (Pazi kaj delaš), 1984
- Sivi dom, 1986 (TV nadaljevanka)
- Vidim ti lađu na kraju puta (Vidim ti ladjo na koncu poti), 1987 (TV film)
- Hudodelci, 1987
- Sentimentalna priča (Sentimentalna zgodba), 1988 (TV film)
- Vuk Karadžić, 1988
- Ortaci (Pajdaši), 1988
- Nedeljom od devet do pet (Ob nedeljah od devetih do petih), 1989 (TV film)
- Iskušavanje đavola (Preskušanje vraga), 1991
- Udri jače manijače (Udari močneje, manijak), 1995
- Otvorena vrata (Odprta vrata), 1995 (TV nadaljevanka)